# Oncophorus laxiretis
Oncophorus laxiretis là một loài Rêu trong họ Dicranaceae. Loài này được (Dixon) H. Möller mô tả khoa học đầu tiên năm 1907.